# Pożar w metrze w Baku
Pożar w metrze w Baku – pożar, do którego doszło 28 października 1995 roku w godzinach szczytu w metrze w stolicy Azerbejdżanu, Baku. Przyczyną zdarzenia było zwarcie elektryczne w wagonie. Większość zgonów nastąpiło na skutek zatrucia tlenkiem węgla i stratowania. Według oficjalnego raportu w wypadku zginęło 289 osób, a 270 zostało rannych. Jest to najpoważniejszy wypadek w historii metra na świecie pod względem liczby ofiar śmiertelnych.

## Przebieg
Pożar w bakijskim metrze wybuchł o godzinie 17:58, pomiędzy stacjami Ulduz i Nəriman Nərimanov w północnej części stolicy. Ze względu na godziny szczytu pięć wagonów było wypełnionych pasażerami. Tunel łączący oba miejsca docelowe był bardzo wąski i miał jeden tor. Podobnie jak w innych krajach byłego Związku Radzieckiego, metro korzystało z wagonów Mietrowagonmaszu o rozstawie rosyjskim, które były w eksploatacji od lat 70. XX wieku. Ich konserwacja była ograniczona z powodu kryzysu gospodarczego, który zdewastował kraj po uzyskaniu niepodległości.
Według doniesień ze śledztwa, pociąg odjeżdżał ze stacji Ulduz, gdy nastąpiło zwarcie elektryczne, w wyniku którego czwarty wagon stanął w płomieniach. Maszynista zatrzymał pociąg 200 metrów od punktu początkowego. Decyzja ta okazała się tragiczna w skutkach, ponieważ tunel wypełnił się dymem. Po zgłoszeniu incydentu maszynista zwrócił się do kontrolera ruchu drogowego z prośbą o odcięcie dopływu prądu. W tym samym czasie pasażerowie próbowali uciec z zatłoczonych wagonów i nie mogąc otworzyć drzwi, wybijali szyby. Spowodowało to szybkie rozprzestrzenienie się dymu. Ludzie tłoczyli się, aby opuścić pociąg, w wyniku czego większość pasażerów zmarła na skutek uduszenia bądź stratowania. Ci, którym udało się uciec, dokonali tego w ciasnej, zaciemnionej przestrzeni, a niektórzy z nich zostali porażeni prądem w wyniku dotknięcia kabli wysokiego napięcia. Uruchomiono system wentylacyjny, aby wchłonąć dym ze stacji Ulduz, ale po piętnastu minutach zaczął on przemieszczać dym przez tunel w stronę stacji Nəriman Nərimanov. Pracownicy metra i strażacy, którzy weszli na teren, aby ewakuować pasażerów, również zostali poszkodowani. Raport ze śledztwa wskazywał na późne powiadomienie służb ratunkowych o zdarzeniu, co opóźniło rozpoczęcie akcji ratowniczej, a także na problemy, które wystąpiły z koordynacją ich działań.
Strażacy z Baku potrzebowali kilku godzin, aby ugasić płomienie ze względu na utrudniony dostęp do miejsca zdarzenia. Większość ofiar zmarła na skutek zatrucia tlenkiem węgla, choć niektórzy w czwartym wagonie zostali stratowani podczas próby ucieczki. Większość ocalałych jechała w pierwszym i drugim wagonie, znajdującym się najbliżej stacji Nəriman Nərimanov. W wyniku dochodzenia wykluczono możliwość ataku, którą wstępnie zakładano ze względu na dwa zamachy bombowe, do których doszło rok wcześniej. W ataku na metro w Baku z 19 marca 1994 roku zginęło 14 osób, a 49 zostało rannych, z kolei w ataku z 3 lipca 1994 roku zginęło 13 osób, a 42 zostały ranne.

## Ofiary
Pożar w Baku to największy wypadek w historii metra na świecie. Oficjalna liczba ofiar śmiertelnych wyniosła 289, a liczba rannych – 270. Do tej pory najpoważniejszymi wydarzeniami były wypadek na ulicy Malbone w nowojorskim metrze, który miał miejsce 1 listopada 1918 roku i w którym zginęły 93 osoby oraz pożar w paryskim metrze, który miał miejsce 10 sierpnia 1903 roku i w którym zginęły 84 osoby.
Oprócz danych z oficjalnego raportu pojawiały się także inne liczby ofiar. Zdaniem wicepremiera Abbasa Abbasova w pożarze zginęło 291 osób, przedstawiciele kostnicy poinformowali o 303 ciałach, a niezależna agencja prasowa Turan donosiła o 337 ofiarach śmiertelnych.
Po pożarze rząd Azerbejdżanu ogłosił trzy dni żałoby narodowej i zapłacił za pogrzeby ofiar. Jeden z pasażerów, który zginął podczas akcji ratunkowej, starszy porucznik azerbejdżańskiej armii Çingiz Babayev, został pośmiertnie ogłoszony Narodowym Bohaterem Azerbejdżanu w 1996 roku.

## Śledztwo
Władze Azerbejdżanu ustaliły, że przyczyną wypadku była usterka instalacji elektrycznej, spotęgowana obecnością w wagonach łatwopalnego materiału syntetycznego. Uznano, że maszynista popełnił poważny błąd zatrzymując pociąg w środku tunelu, gdyż gdyby kontynuował jazdę w kierunku stacji Nəriman Nərimanov, większość pasażerów mogłaby zostać ewakuowana. Zauważono również, że metro w Baku zmagało się z problemami konserwacyjnymi transportu odziedziczonego po Związku Radzieckim z powodu braku zasobów. Początkowo brano pod uwagę możliwość sabotażu, gdyż metro w Baku padło już ofiarą dwóch ataków w marcu i lipcu 1994 roku, jednak ostatecznie odrzucono tę opcję. W 1996 roku Sąd Najwyższy Azerbejdżanu skazał maszynistę oraz kontrolera ruchu stacji na dziesięć lat więzienia za „niedopełnienie przepisów bezpieczeństwa”.
W kolejnych latach w Baku przeprowadzono gruntowną modernizację metra, częściowo finansowaną przez Unię Europejską, która obejmowała budowę nowych linii, zmiany w protokołach bezpieczeństwa i wymianę floty na pociągi nowej generacji Mietrowagonmaszu.